# Plumbogummite
La plumbogummite è un minerale appartenente al supergruppo dell'alunite, gruppo omonimo Questo minerale è stato descritto per la prima volta nel 1779 da Romé de Lisle e la prima composizione chimica è stata pubblicata nel 1819 da Jöns Jacob Berzelius in base ad un ritrovamento avvenuto a Huelgoat, Bretagna in Francia. Il nome deriva dalla sua composizione, in quanto contiene piombo e dall'aspetto perché in alcuni casi somiglia a gocce di gomma.

## Morfologia
La plumbogummite si rinviene solitamente in forma di croste, botrioidale, reniforme, stalattitico, globulare o in masse compatte. I cristalli sono rari, di forma esagonale, lamellare o prismatica di dimensione fino a 5 mm in aggregati subparalleli. Al microscopio si presentano aggregati radiali fibrosi o sferulitici.

## Origine e giacitura
La plumbogummite è un minerale secondario delle zone di ossidazione dei giacimenti di piombo associata a piromorfite, mimetite, duftite, cerussite, anglesite, wulfenite.